# Weseła Jacinska
Weseła Jacinska z domu Taszewa (buł. Весела Яцинска (Ташева), ur. 16 stycznia 1951 w Botewgradzie) – bułgarska lekkoatletka, biegaczka średniodystansowa.

## Kariera sportowa
Zajęła 7. miejsce w biegu na 800 metrów na europejskich igrzyskach juniorów w 1968 w Lipsku. Odpadła w eliminacjach tej konkurencji na halowych mistrzostwach Europy w 1971 w Sofii. Na halowych mistrzostwach Europy w 1976 w Monachium zajęła 8. miejsce w biegu na 1500 metrów.
Odpadła w półfinale biegu na 1500 metrów na igrzyskach olimpijskich w 1976 w Montrealu.
Zdobyła srebrny medal na tym dystansie na halowych mistrzostwach Europy w 1977 w San Sebastián, przegrywając jedynie z Mary Stewart z Wielkiej Brytanii, a wyprzedzając swa koleżankę z reprezentacji Bułgarii Rumjanę Czawdarową, Na kolejnych halowych mistrzostwach Europy w 1978 w Mediolanie zajęła 4. miejsce w tej konkurencji. Na mistrzostwach Europy w 1978 w Pradze zajęła 9. miejsce w finale biegu na 1500 metrów. Zwyciężyła w biegu na 3000 metrów na mistrzostwach krajów bałkańskich w 1979 w Atenach.
Odpadła w półfinale biegu na 800 metrów i eliminacjach biegu na 1500 metrów na igrzyskach olimpijskich w 1980 w Moskwie. Na halowych mistrzostwach Europy w 1982 w Mediolanie zajęła 4. miejsce w biegu na 1500 metrów, a na mistrzostwach Europy w 1982 w Atenach 7. miejsce na tym dystansie.
Jacinska była mistrzynią Bułgarii w biegu na 1500 metrów w 1976 i 1982 oraz w biegu na 3000 metrów w 1979 i 1981, a także halową mistrzynią w biegu na 800 metrów w latach 1970–1972 i 1982.
Była rekordzistką Bułgarii w biegu na 3000 metrów z czasem 8:52,89, uzyskanym 5 sierpnia 1979 w Turynie.

## Rekordy życiowe
- bieg na 800 metrów – 1:59,03 (14 lipca 1992, Lozanna)
- bieg na 1000 metrów – 2:35,65 (17 sierpnia 1982, Sofia)
- bieg na 1500 metrów - 4:04,73 (3 września 1978, Praga)
- bieg na 3000 metrów – 8:52,78 (5 sierpnia 1979, Turyn)[13][14]